# فيرا غيدرويتس
ولدت فيرا جيدرويتس في سلوبوديشتج (تعرف باسم بريانسك اليوم) في مقاطعة أوريول في الإمبراطورية الروسية. والداها هما داريا كونستانتينوفا ميخاو والأمير إغناني إغناتيفيتش جيدرويتس. تعود عائلة والدتها إلى ألمانيا. وكان جدها لوالدتها قائدا في الجيش. بينما تعود عائلة والدها إلى قبيلة امراء ليتوانية. وتتشارك أصلها مع عائلة رادزيويت الشهيرة. 
بعد المشاركة في الانتفاضة البولندية عام 1863 هرب والدها إلى روسيا عندما أوقف الحكم الفردي الليبراليون الليتوانيون. وأسس مزرعة تبغ في منطق الأرض الل-سوداء. ثم أنتخب لاحقا رئيسا لمجلس الحكام في كنطقة بريانسك. وفي 1878 تسلم لقب الأمير له ولورثته. 
كانت فيرا الأوسط بين خمسة أطفال. وهم ماريا (1861) وإغناتيوس (1864) وناديزا (1876) وأليكساندرا (1878). كما كان لها أخ إسمه سيرجي لكنه توفي صغيرا. وقد ألهمها إسمها المختار لاحقا. كما قد بدأت الاهتمام بالطب بعد وفاته ووعدت نفسها بأن تصبح طبيبة كي تساعد في تقليل المعاناة.
ربيت واخوتها ضمن الطائفة الأرثوذكسية كوالدتها. بينما إنتمى والدها للطائفة الكاثوليكية. ونشؤا في منزل دمر بحريق عام 1877. مما دفعهم للانتقال لمنزل آخر حيث درست جدتهم ناتاليا الأطفال القراءة والفرنسية والموسيقى والرقص. وأصبحت فيرا قائدة لاخوتها وكانت كثيرا ما ترتدي زي الصبيان تماشيا مع الدور. 
شاركت فيرا في مدرسة بريانسك لللجمباز تحت إدارة فازلي روئانوف. لكنها طردت منها بسبب سوء سلوكها مع المعلمين. ورتب لها والدها لتدرس الطي عن طريق صديقه س.أ. مالتسوف. فعينها الأخير مساعدة في معمل وسمح لها بتأثير منه بالعودة للمدرسة. وتخرجت عام 1885 بدرجة التميز. ثم أكملت تعليمها في سانت بطرسبرغ تحضيرا لدراسة الطب على يد أستاذ التشريح بيتر ليسغافت. 
انخرطت فيرا في حركة الشباب الثورية. وساهمت في حلقة للثورة الشعبية بقيادة فيكتور أليكسندروفيتش. تعرضت للاعتقال مع أعضاء آخرين في عام 1892. وأعادتها الشرطة إلى سلوبوديشتيج.
منذ بداية حياتها المهنية كطبيبة في المصانع، نظّمت غيدرويتس مستشفى حديثًا في المناطق الريفية وعالجت العمال وأسرهم والأشخاص من المجتمعات المحيطة. وبسبب شعورها بالقلق إزاء عدم توفر تدابير السلامة والمعرفة في النظافة والتغذية والصرف الصحي، أجرت أبحاثًا في المشاكل الطبية التي تؤثر على مرضاها وقدّمت توصيات لتحسين حالاتهم. مع اندلاع الحرب الروسية اليابانية، نظمت قطار مستشفى النبلاء المتنقل وعملت على الجبهات. أجرت عمليات جراحية في البطن مخالفة للسياسة الطبية السائدة آنذاك، مما أدى إلى تغيير في الطريقة التي كان يُجرى بها العلاج في ساحات المعارك. قُلِدت الكثير من الأوسمة خلال خدمتها الحربية، وقد عرض عليها منصب في مستشفى البلاط في القرية الملكية وعملت طبيبة في البلاط الملكي حتى اندلاع الحرب العالمية الأولى. ودرّبت زوجة القيصر ألكسندرا وبناتها كممرضات، ونظّمت الطاقم الطبي وقطارات المستشفى استعدادًا لاستقبال الجرحى.
وعندما أُقصيَ القيصر نيكولاس في بداية الثورة الروسية من العرش، انضمت جيدرويتس إلى فوج البندقية السيبيرية السادسة وعادت إلى جبهة المعركة. إثرَ إصابتها بجروح، أُجليت إلى كييف، حيث استأنفت عملها كطبيبة وأكاديمية. 
في عام 1921، عُيّنت لتُدرّس جراحة الأطفال في معهد كييف الطبي، كما عُيّنت في غضون عامين أستاذًة في الطب. نشرت ما يقرب 60 ورقة علمية قبل ترقيتها لرئاسة قسم جراحة المعهد في عام 1929. 
رحّلتها حملات التطهير السوفيتية في ذلك الوقت من مكتبها في عام 1930 وحرمتها من معاش التقاعد. بعد شرائها لمزرعة في ضواحي كييف، حولّت اهتمامها إلى كتابة روايات السيرة الذاتية حتى وفاتها مصابة بسرطان الرحم عام 1932.
\

## سنواتها في سويسرا
أرادت فيرا إكمال دراستها لكنها لم تستطع فعل ذلك في روسيا. فخططت للزواج من صديقها نيكولاي بيلوذيروف من سانت بطرسبرغ. رغم أنها كانت مثلية الجنس لكن زواجهما كان قانونيا وحسب. وكانا يتراسلان ويلتقيان أحيانا ويسافران معا. وكانت علاقتهما طيبة وفقا لكاتبة السيرة تاتيانا خوخلوفا. لكنهما تكلفا العناء لاخفاء ارتباطهما والذي حدث في 5 أيلول 1894 بالعيش منفصلين.
بسبب وظيفة نيكولاي العسكرية ذهب إلى ايركوتسك في سيبيريا. بينما اعتمدت فيرا اسمها الجديد لتنال جواز سفر وتغادر إلى سويسرا. هناك دخلت جامعة لوسين حيث تدربت لتصبح جراحة في عيادة البروفيسور سيزار رو. وتخرجت عام 1898 بعلامات كاملة. وتسلمت شهادتها طبيبة وجراحة.
بعد استلامها الشهادة عملت في عيادة علاجية كمتدربة. ثم أصبحت مساعدة لرو. واستمرت بالدراسة حتى أصبحت مساعدة قدمى. ولاحقا قدم لها منصب محاضرة.
كانت فيرا منشغلة بالعمل لدرجة أنها قالت «أنها غرقت في الجراحة» في محاولة لفهم العمليات وكيفية مساعدة المرضى. وكان لها علاقة مع فتاة في سويسرا لكنها اضطرت للعودة إلى روسيا بعد توسل والدها الذي أخبرها أنها اختها توفت نتيجة لمرض السل. وعانت والدتها من انهيار عصبي. كما وعدها بأن يوفر لها عملا في مستشفى معمل فور أن تعود. وبذلك عادت إلى روسيا شعورا بالمسؤولية عام 1900.

## العودة إلى روسيا
عند عودتها إلى روسيا عينت في مستشفى معمل اسمنت مالتسوف في منطقة تشيزرد-لينسكي في كاليوغا اوبلاست. وكانت وظيفتها الاساسية هي تلبية الاحتياجات الطبية للعمال وعائلاتهم. وكذلك بأهل القرى المحلية. وكانت الطبيبة الوحيدة في المنطقة. 
أدت 248 عملية بحلول عام 1901. بما في ذلك عمليات بتر واصلاح الفتوق والعظام المكسورة التي تسببت بها ظروف العمل الصعبة. عنت الممارسات الغير آمنة في المعمل وجود خطر عال للحوادث. كما تسبب الغبار الناتج عن الاسمنت بمشاكل في النظر. وساهمت ظروف العمل السيئة وعدم وجود تعقيم وتغذية جيدة وعدم الاعتناء بالنساء عند الانجاب بمشاكل صحية خطيرة مثل مرض الزحار.
قدمت فيرا توصيات للمعمل ورؤسائه لتحسين الظروف بما في ذلك تنظيف الابار وتوفير أماكن للغسيل وتقديم الطعام ساخنا. بالإضافة لعملها في المستشفى نشرت مقالات علمية في صحف روسية. بدأت مقالاتها تلاحظ في الطبعات الفرنسية والألمانية. ودعيت على ضوئها للمشاركة في مجلس الجراحين الثالث في عام 1902. حيث قدمت تقرير عن عملية جراحية أجريت عام 1901 لمريض عانى من تشوه في مفصل الورك أدت لعدم قدرته على الوقوف. وبعد عملية معقدة تمكن المريض خلال أربعة أشهر من المشي بمساعدة عكازات. 
أظهر تقريرها المفصل عن العملية معرفتها العميقة بعمل سابقيها من الجراحين مثل جون بارتون وف.ج. غانت وبرينهارد فون لاجينبيك وريتشارد فون فولكمان. 
أرادت فيرا مغادرة الإقليم وبيئة الفقر المدقع. لكن ذلك تطلب منها حضور دروس مهنية لممارسة المهنة في أماكن أخرى من البلاد. كما كان عليها الحصول على شهادات من جامعة موسكو. فطلبت الأذن لتقديم امتحان اللغة اللاتينية مدرسة أوريول غابرناتوريال للجمباز. وكان عليها الحصول على تصريح أمني بسبب اعتقالها السابق عام 1892. 
بعد اجتياز الامتحان بنجاح حصلت على لقب دكتورة واستلمت شهادتها بتاريخ 21 شباط 1903. وبذلك سمح لها بممارسة عملها عبر انحاء روسيا. كانت حالة والدها الصحية تزداد سوءا. بينما طالت ساعات عملها وانقطعت علاقتها بمحبوبتها في سويسرا. كل ذلك أدى إلى محاولتها الانتحار عام 1903.

## الحرب الروسية اليابانية

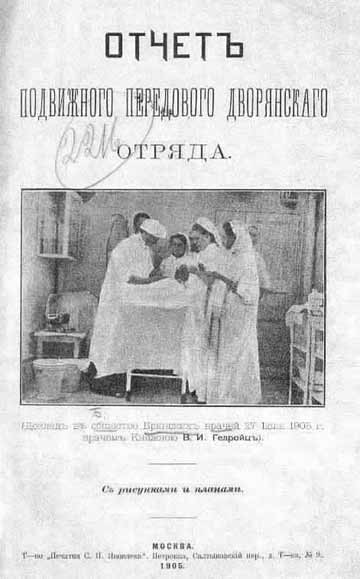
تقرير غيدرويتس عن عملها الطبي خلال الحرب الروسية اليابانية، والذي قدمته إلى جمعية الأطباء العسكريين في يوليو 1905

بدأت الحرب الروسية اليابانية عام 1904. فتطوعت فيرا للذهاب إلى الجبهة مع الصليب الأحمر. في أول شهر من الحرب عالجت 1255 مريض بما في ذلك أكثر من مئة مصاب بجروح في الرأس و61 مصاب بجروح داخلية. كانت العلاجات تتم بداية في خيم مغطاة بالطين. لكنها رافقت عربات الإسعاف التي تجرها الخيول في أول شهر من عام 1905. 
عينت مسؤولة الجراحة في قطار المستشفى. والذي تكون من عربة جراحة وخمس عربات للمرضى. واحتوت عربة الجراحى على وحدة متخصصة وفرتها العوائل النبيلة الروسية للاعتناء بالجرحى. مما وضع المختصون الطبيون في خطر لكونهم لم يميزوا كمحايدين في الحرب الا في حالة وجود جرحى في العربات. رغم أن الكثير من الجراحين العسكريين الروسيين والفرنسيين والبريطانيين رفضوا فكرة معالجة الاصابات الباطنية الا أن فيرا رأت ان التدخل المبكر مفتاح النجاح فيها. تطلب العلاج وقتها وضع المريض مستلقيا لينشف جرحه. وفي العصور السابقة كان من الصعب الوصول لهذه الجروح دون تخدير. فكانت فيرا أول من أدى العمليات الباطنية على المرضى العسكريين.
إمتلكت خبرة في إجراء جراحات الفتوق وهي أكثر عملية أدتها في مستشفى المعمل. تطلبت عملياتها أن تتم خلال ثلاث ساعات من الإصابة. وكان معدل نجاحها عال. مما أدى إلى توصية الصحف الطبية العالمية بانشاء مراكز علاج متنقلة كي يتم العلاج سريعا. وتبنى الجيش الروسي والمجتمع الطبي عمليات فيرا بشكل رسمي.
صممت مستشفى النبلاء لتتسع 2000 مريض لكن العدد تجاوز ذلك. وبما أنها كانت على خطوط الجبهة الأولية فكانت حالات الوفاة كثيرة. بانهزام روسيا ساعدت فيرا على تنظيم اخلاء المستشفى قرب منطقة فوشون للتعديم. جرى ذلك تحت اطلاق النار لان القوات الروسية رفضت الانسحاب حتى خرج المرضى. ويعزى لفيرا إنقاذ حياة فازيلي غوركو والأمير الياباني.
عادت فيرا إلى مستشفى معمل مالتسوف عام 1905. وعينت رئيسة جراحين. ثم رئيسة اطباء لمستشفى ليودينوفسكايا. كما كتبت تقرير من 57 صفحة عن عملها خلال الحرب مع رسوم توضيحية. وقدمت نتائجها لمجتمع الاطباء العسكريين في 27 تموز 1905. قلدت فيرا الميدالية الذهبية مكافئة على اجتهادها من منظمة سانت آنا. واخرى على يد قائد الجيش لما فعلته في معركة موكدن. وكذلك الميدالية الفضية وشريط سانت جورج من قبل الجنرال ن. بليتفيتش. كما حصلت على أعلى ثلاث ألقاب لدى الصليب الأحمر الروسي. وميزتها العائلة الملكية بمنحها ميدالية فضية من منظمة سانت فلاديمير.

## عملها الإقليمي
قررت فيرا التخلص من زواجها عام 1905. فتطلقت من زوجها بتاريخ 22 كانون الأول 1905. واستعادت اسمها ولقبها قبل الزواج بتاريخ 1 شباط 1907. 
استمرت برؤية الكثير من الامراض المزمنة في مستشفى معمل مالتسوف. وبدأت بتصنيف هذه حالات سل العظام والعدوى والفتوق الأربية لدراسات عليمة مستقبلية. كما أوصت بفتح مؤسسات خاصة بالأمراض المزمنة. ونشرت 17 ورقة علمية بين عامي 1902 و1909. إضافة للفتوق والاصابات الناتجة عن العمل، غطت أوراقها عمليات التوليد وامراض الغدة الدرقية والاورام التي لاحظتها لدى مرضاها. كما تضمنت تجاربها الاصابات الباطنية واصابات الصدر وعمليات البتر والحمل خارج الرحم واعادة تشكيل الوجه وعمليات الاوتار والاستئصال الهضمي واستئصال الرحم وثقب الجمجمة وتعديل العظام.
كانت مستشفى ليودينوفسكي ترتبط بموقع تعدين في الأصل. لكنها حولت لمستشفى جراحي يخدم المجتمع في المنطقة حولها. إستفادت فيرا من تعليمها السويسري وخبرتها في الحرب كقاعدة لايصالها للمعايير الأوروبية. فعملت على توسيع المؤسسة وتوفير ادوات جراحية خاصة بما في ذلك الأردية البيضاء والخيوط والقفازات وأجهزة التردد العالي الشبيهة بأجهزة الأشعة الحديثة. كما فضلت استعمال الأثير بدل الكلوروفورم للتخدير. واختارت ملابس خاصة للمرضى وأغطية لفراشهم. وكانت كل هذه الاجراءات مبتكرة في عصرها.
كما أسست أرشيف لعلم الأمراض وللتشريح. وعملت على إتفاقيات مشتركة مع فيليب ماركوفتز من مؤسسة بلومينثال لعلم الجراثيم والكيمياويات. وكانت تزور المرضى في منازلهم إضافة لعملها في المستشفى. فقد زارت 125363 مريض خلال خمس سنوات. وتلقت توصية من مجلس المدينة لتميزها كجراحة في عام 1908.

## القرية الملكية
أصبحت فيرا مقيمة قدمى في مستشفى البلاط في القرية الملكية عام 1909. وتم ذلك بدعوة من سارينا ألكساندرا فيودوروفنا. وكانت تتقاضى راتب بقيمة 2100 روبل وشقة لتسكن بها. كما كانت تعتبر الطبيبة الأولى للعائلة المالكة وتتقاضى ثاني أكبر راتب في المستشفى. وتترأس قسم الجراحة وقسمي النساء والتوليد. كما كانت تعالج أطفال العائلة الملكية.
كانت المستشفى هي الوحيدة في المدينة وتملك قسم جراحي وآخر علاجي وجناح خاص لعزل المرضى بأمراض معدية. ولضمان وجود مراجع للعودة لها كتبت فيرا كتاب بعنوان (محادثات عن الجراحة للاطباء والممرضات) لعلاج المشاكل الجراحية من منظور المواطن العادي. 
إستغلت موقعها المميز لعدن إخفاء ميولها المثلية. وتحدثت عن نفسها بصيغة الذكر. تشير كاتبة السيرة سفيتلانا ماميري لأن هذه العادة كانت ربما لغرض فرض سلطتها في مجال يسوده الرجال. كما كانت ترتدي ملابس الرجال غالبا بأسلوب مشابه لصورة لفيودور تشايلابن مع قبعة ذات فراء أسود. إضافة لتحدثها بصوت عميق عال وتدخينها كثيرا.
علاوة على مظهرها الذكوري كانت فيرا ترافق الادباء. ففي شبابها نشرت مجموعة شعرية عام 1887. وبعد ذلك إنضمت لنقابة الشعراء ونشرت قصائد تحت اسم «سيرجي غيدرويتس» في صحف «الضوء الساطع» و«العهود» و«الصحيفة الثيوصوفية» وغيرها.
من ضمن زملاءها المثقفين كان استاذها السابق فاسيلي روزانوف والكتاب نيكولاي غوميلق ورازومنك ايفانوف-رازومنك وأليكي رميزوف والفنان يوليوس فو كليفر. 
نشرت على حسابه الخاص كتاب "قصائد وحكايا خرافية" عام 1910 في سانت بطرسبرغ. لم يتلقى الكتاب نقدا ايجابيا لكنها استمرت بالكتابة. ونشرت في نفس العام كتاب صفحات من حياة طبيب معمل". 
كانت فيرا مهتمة بتوفير الدعم للكتاب الشباب. فدفعت تكاليف انشائ صحيفة هايبربوريا عام 1911. وفي نفس الوقت كانت تعمل على اطروحة بناءا على بحص في عملها أيام المعمل. فحصلت على شهادة الدكتوراة بالجراحة كأول امرأة تنالها من جامعة موسكو بتاريخ 11 آيار 1912. حملت اطروحتها عنوان (النتائج طويلة الأمد لعمليات الفتق الأريبي باستعمال بروتوكول الاستاذ رو بناءا على 268 عملية). وقد أهدت الاطروحة للاستاذ رو وللجراح الروسي بيتور ايفانوفيتش دياكونوف الذي دعم عملها.
نشرت فيرا جزء ثان من مجموعتها الشعرية بعنوان «فيغ» عام 1913. وقد يعود الاسم لأول جزء من إسمها أو للكلمة الألمانية (فيغ) بمعنى (الطريق). وكان رأي النقاد إيجابيا هذه المرة لكنهم مع ذلك أشاروا لانعدام الشغف باسلوب الكتابة وتراخيه.
نشرت «حكايا صينية» في مجلة «التعاليم» عام 1913. ومجموعة شعرية بعنوان «الملاك الأحمر» عام 1914.
عملت فيرا على تجهيز المستشفى وتحضير العاملين عند بداية الحرب العالمية الاولى عام 1914. فعلمت الممرضات تضميد الجروح وتحضير الضمادات وغيرها من الأدوات اللازمة للعلاج قبل الدعم الجراحي. كما علمت تقنيات التمريض لكل من تسارنيا وإبنتيها أولغا وتاتيانا. وأصبحن مساعدات لها. كما عملت مع الكونتيسة ماريا ديميريفا نيرود التي أصبحت لاحقا شريكتها في الحياة. 
جمعت التبرعات من العائلات النبيلة وجهزت المستشفى لعلاج الحالات الطارئة كي لا يرسل الجنود إلى بيتروغارد لان سانت بطرسبرغ لم تكن معروفة وقتها. وعملت مع يوجين بوتكين وسيرجي فليتشفيسكي لتأسيس شبكة تربط العيادات بقطارات الدعم وطرق الاخلاء.
بنهاية عام 1914 كانت تعمل بشكل أساسي في القصر الملكي إضافة لمداواة جرحى الحرب وتقديم دورات التمريض. كما طلب منها علاج مريض أصيب بحادث خيل في أراضي القصر باحدى المرات. ومرة أخرى علاج امرأة من عائلة نبيلة أصيبت بحادث قطار. وكذلك بعض العاملين لدى تسارينا. منحتها علاقتها الطيبة بتسارينا نوع من الحماية. لكنها فشلت في عملية أجرتها لأنا فيروبوفا وهي من ضمن المرات القليلة التي فشلت بها. ورغم شفاء المريضة لكن بقاءها عرجاء أضعف ثقة تسارينا بها.
كان لفيرا التأثير الكافي لنقل نيكولاي غوميليف من منطقة أولانسكي إلى منطقة ألكساندريا-هوسير. وكانت تذهب من فترة لاخرى إلى الجبهة للتعويض عن نقص الجراحين. وقد أجرت أكثر من 30 عملية في عام 1916 بفترة ثلاثة أيام فقط. كانت أغلبها عمليات في الجمجمة. عند قيام ثورة شباط من عام 1917 لم تستطع فيرا دعم حكومة الإقليم الروسي بشكل صريح كونها موظفة لدى تسار. فكان عليها أن تبقى على الحياد ولا تهين صداقتها الطيبة بالعائلة الملكية. لذا إختارت العودة للعمل كطبيبة عسكرية. 
لم يكن من الآمن لها البقاء في بيتروغارد بعد ما حدث لتسار نيكولاس. فغيرت معلومات الولادة في جوازها وهي بعمر 44 سنة وعينت رئيسة أطباء لدى الفوج السيبيري السادي. ثم أرسلت للجبهة وخدمت الجرحى في معركة غاليسيا في شهري حزيران وتموز من عام 1917. بعد ذلك إنتقلت للفوج الخامس وعملت كجراحة بلقب فريق. وهو لقب يوازي ملازم أول في الجيش الامبراطوري الروسي. 
بعد ثورة تشرين الأول أصيبت فيرا. ونقلت في كانون الثاني من عام 1918 إلى مستشفى عسكرية في حي بيتشيريسك في كييف.

## كييف
بينما كانت فيرا تتعافى إنتقلت مع الكونتيسة نيرود التي قضت معها بقية حياتها. عاشتا أولا في شقة في شارع كروغلونيفيرسيتيسكايا وفقا لجارتهم أرينا أفديغاكزوجان.
نشرت لفيرا قصيدتين في مجلة «راية العمل» عام 1918 وهما «اغراء سانت أنثوني» و«قصص غاليسية» التي تحدثت عن تجربتها في الحرب. فور استطاعتها العودة إلى العمل عينت في مستشفى دير الشفاعة. وبحلول عام 1919 أسست عيادة لاداء جراحة الوجه والفكين. نظمت مؤسسة كييف الطبية قسم جراحة عام 1920. ودعيت فيرا عن طريق ليخيني تشيرنياخوفسكي للانضمام للقسم. فبدأت العمل كمحاضرة في عام 1921 لتدريس جراحة الأطفال. ثم عينت بروفيسورة طب في عام 1923.
بعد ذلك نشرت عدد من الأعمال كأكاديمية. فنشرت ورقة جراحية عن التغذية عام 1924. ومقالة عن اجراءات جراحة سل الركبة عام 1928. ثم نشرت كتاب عن جراحة الأطفال كتب على نطاق وساع لينشر بالصحف الجراحية. إضافة لمقالات عن الجراحة وجراحة الغدد وعلم الأورام. وشاركت في مؤتمرات جراحية. بعد اعتقال تشيرينياكوفسكي عام 1929 أصبحت فيرا رئيسة قسم الجراحة. لكنها أزيحت من منصبها بعد عام واحد نتيجة للتطهير السوفيتي ولم تستلم راتبا تقاعديا. فاستعملت مالا احتفظت به سابقا لشراء منزل في ضواحي كييف حيث إنتقلت مع نيرود.
استمرت فيرا بالعمل كجراحة بين وقت وآخر في مستشفى الدير. قبل ان تكرس سنتين للكتابة. نشرت خلالها سلسلة من السير الذاتية الخيالية. حيث نشرت دار النشر في لينيغارد ثلاث من كتب السلسلة. وهم «الحياة» و«القفطان الصغير» و«الفراق» في عام 1931. وصفت قصائد فيرا بأنها مزعجة بشكل خاص. لكن كتاباتها النثرية تلقت مديح على العكس ووصفت بأنها مميزة. وقد قارنتها كونستانتين فيرن بأنها تقارن بأعمال بوريس باستيرناك. كما عثر على عملين إضافيين من هذه الفترة في أرشيف رازومنك ايفانوف-رازومنك بعنوان «شامان» و«إعصار». ويعتقد بأن أحدهما على الاقل قد نشر. كما يعتقد أن رواية «بعيدا عن أرض الوطن» تعود لها. والتي نشرت في لينيغارد عام 1926. وتتحدث عن أستاذها السويسري سيزار رو. 

## موتها وإرثها
شخصت فيرا بسرطان الرحم عام 1931. وتوفيت بعمر 61 سنة عام 1932. ودفنت في مقبرة المخلص المعروفة بأسم كروتشينات في كييف. دفنها القس أرموجين (ولد بأسم ألكسي ستيبانوفيتش) والذي كان مريضا لديها. 
تركت أوراقها الخاصة لجاريها الرسامة ارينا أفديف وزوجها ليونيد بوفولوتسكي. خلال سنوات التطهير (1937-1938) تمت مداهمة شقة فيرا وأكتشفت أوراقها. كانت احداها رسالة إلى سيزار رو تشير لأنه أورث قسم الجراحة في جامعة جنيف لفيرا. أتهم الاثنان بالإمبريالية وتم اجبار بروفولوتسكي على الاختفاء. تحدت فيرا عمليات معروفة في بداية القرن العشرين. وأدى نجاحها بعمليات الجراحة الباطنية إلى تغيير في الطب العسكري العالمي.
تعتبر اليوم رائدة في مجالها لاستعمالها للعمليات الباطنية لمعالجة الجرحى في الحرب. وقد كانت من أوائل النساء في روسيا للعمل كجراحة. وأول امرأة تصبح بروفيسورة جراحة. وأول امرأة تعمل كطبيبة عسكرية. وأول امرأة تعمل طبيبة في القصر الإمبراطوري. سميت مستشفى في فوكينو بريانسك-اوبلاست على إسمها. واهدي لذكراها لوحة تذكارية أمام مستشفى قصر تسارسكوي سيلو اليابق في بوشكين، سانت بطرسبرغ.